# Sivry
Sivry [sivʁi] ist eine französische Gemeinde mit 239 Einwohnern (Stand: 1. Januar 2022) im Département Meurthe-et-Moselle in der Region Grand Est (bis 2015 Lothringen). Die Gemeinde gehört zum Arrondissement Nancy und zum Kanton Entre Seille et Meurthe. Die Einwohner werden Sivriens genannt.

## Lage
Sivry liegt etwa 15 Kilometer nordnordöstlich von Nancy. Umgeben wird Sivry von den Nachbargemeinden Belleau im Westen und Norden, Jeandelaincourt im Norden und Nordosten, Moivrons im Osten, Bratte im Südosten und Süden sowie Faulx im Süden.

## Bevölkerungsentwicklung
| Jahr                       | 1962 | 1968 | 1975 | 1982 | 1990 | 1999 | 2006 | 2019 |
| Einwohner                  | 131  | 126  | 142  | 146  | 165  | 211  | 254  | 245  |
| Quellen: Cassini und INSEE |      |      |      |      |      |      |      |      |

## Sehenswürdigkeiten
- Kirche Saint-Nicolas aus dem 20. Jahrhundert
- Reste des Schlosses aus dem 17. Jahrhundert
- Merowingisches Gräberfeld, 1915 entdeckt